# نیلوفر پیچ
نیلوفر پیچ (نام علمی:  Ipomoea tricolor) یا گل نیلوفر یا پیچک نیلوفر (به انگلیسی: morning glory) در دنیا شناخته می‌شود، گونه‌ای گیاه چند ساله از سرده یا جنس نیلوفر پیچ (سرده) (Ipomoea) از خانواده پیچکیان، بومی نواحی گرمسیری برّ جدید به‌ویژه مکزیک، آمریکای مرکزی و جنوبی می‌باشد و به‌طور گسترده‌ای در سایر نقاط جهان کشت می‌شود. این گیاه دارای گونه‌های همیشه سبز، درختچه‌ای، دائمی، یکساله، پیچنده و بالارونده است. گل‌های شیپوری آن در رنگ‌های گوناگون در نیمه دوم تابستان و نیمه نخست پاییز نمایان می‌شوند.
این گیاه در طول رشد می‌تواند به ۲ تا ۴ متر بلندی برسد. دارای برگ‌های مرتب مارپیج ۳ تا ۷ سانتی‌متری با دمبرگ بلند ۱٫۵ تا ۶ سانتی‌متری است. گل‌ها به شکل ترومپت حدود ۴ تا ۹ سانتی‌متر قطر دارند و اغلب به رنگ آبی با مرکز سفید و زرد طلایی می‌باشند.
برخی این گیاه را به علت سرعت بالای رشد و تولید بذر شگرف آن به عنوان علف هرز مهاجم می‌شناسند.
در فرهنگ دهخدا آمده‌است: «نیلوفر در تداول امروزی قسمی پیچک است. گل آن چون شیپوری است به رنگ آبی سخت مطبوع یا سرخ کم رنگ و لطیف، در نهایت صفا و طراوت که صبح زود باز شود و چند ساعت پس از زدن آفتاب بپژمرد».

## نیازها

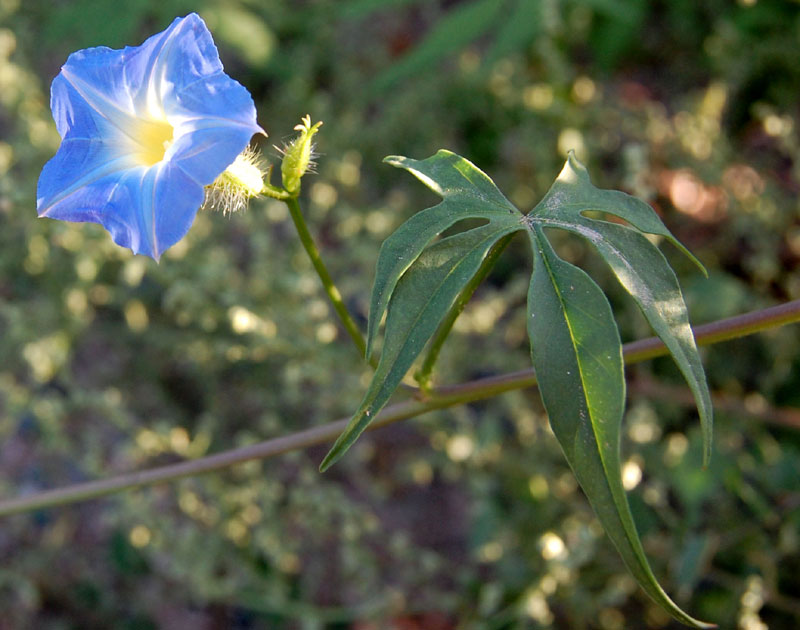

برگ نیلوفر پیچ به نور وآفتاب کامل برای گلدهی احتیاج دارد. این گیاه به خاک با رطوبت متوسط و به خوبی زهکشی شده نیاز دارد. هرچند می‌تواند تا حد کمی خشکی را تحمل نماید. از نظر دمایی آب و هوای معتدل را می‌پسندد ولی در مناطق با آب و هوای گرمسیری نیز رشد می‌کند.

## تکثیر
تکثیر این گیاه از راه کاشت بذر در فصل بهار یا قلمه چوب نرم یا نیمه‌رسیده در تابستان انجام می‌پذیرد. برای پرورش آن به مکانی کاملاً روشن، خاک غنی از گیاه خاک که دارای زهکش مناسب باشد نیاز است. برای بالا رفتن نیاز به حمایت دارد و در فصل تابستان هر روز باید آبیاری شود و در فصل بهار گیاه را تنک نموده و شاخه‌های آن را کوتاه می‌کنند. کمینه دمای قابل تحمل برای گونه‌های مختلف این گیاه میان صفر تا ده درجه سانتیگراد است.

## خاصیت توهم زایی
هیج یک از اجزاء این گیاه نباید به صورت خوراکی مصرف شوند. دانه‌های این گیاه معمولاً دارای خواص توهم زا بوده و به عنوان آمید اسید D-lysergic، یا LSD شناخته می‌شود. همچنین این دانه‌ها حاوی گلیکوزیدهایی است که ممکن است انسان در صورت مصرف دچار تهوع شود..

## نگارخانه

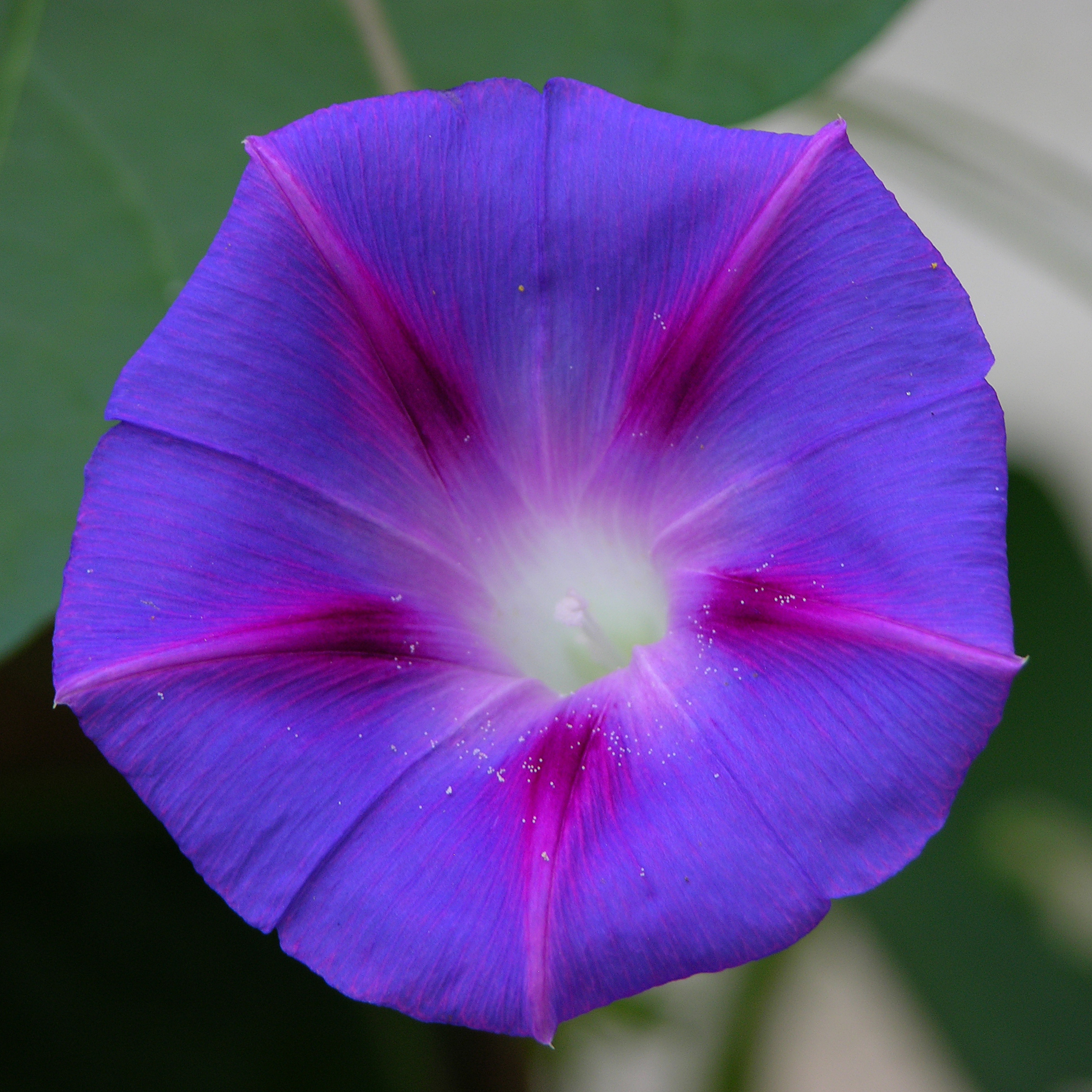
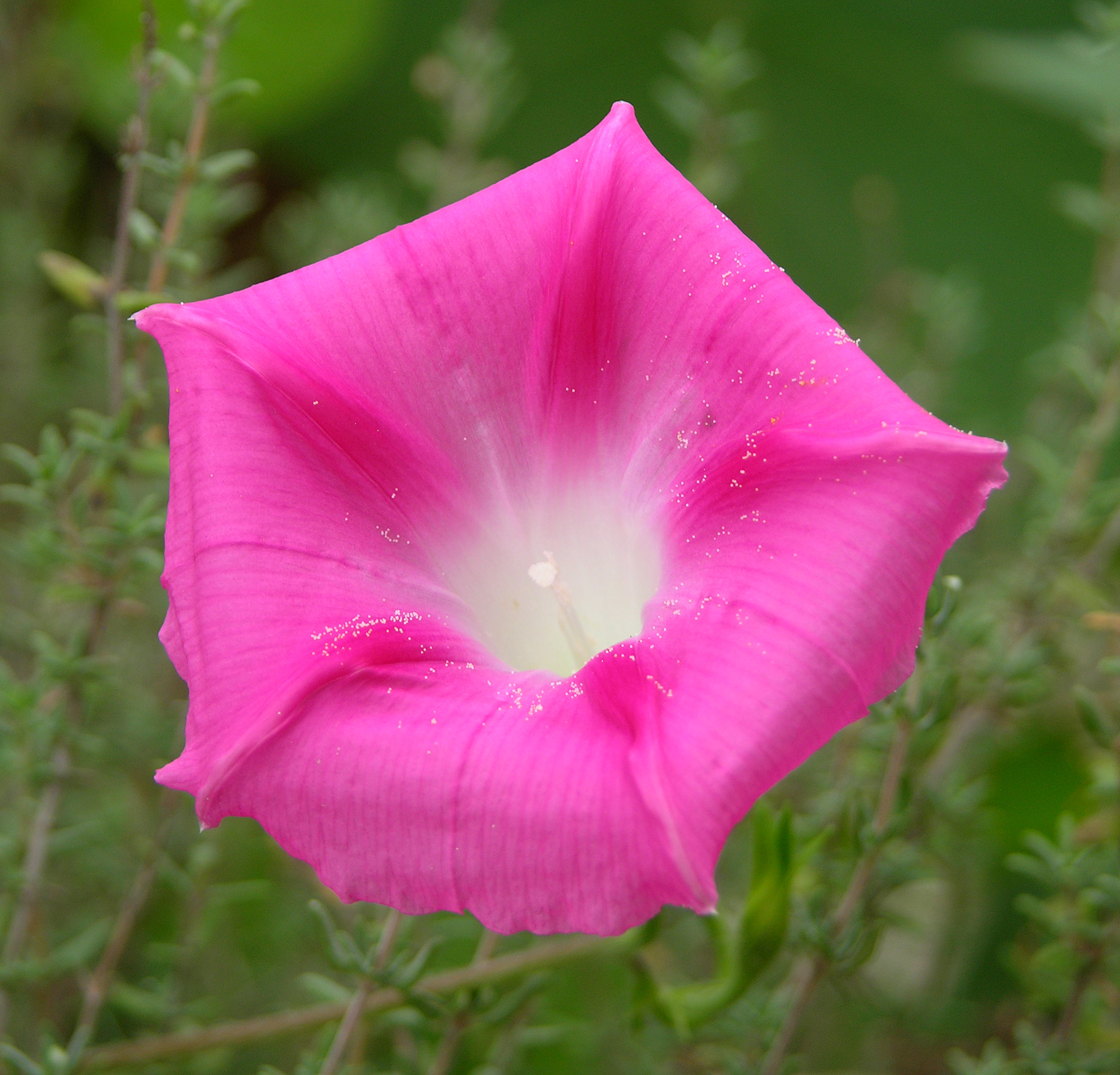
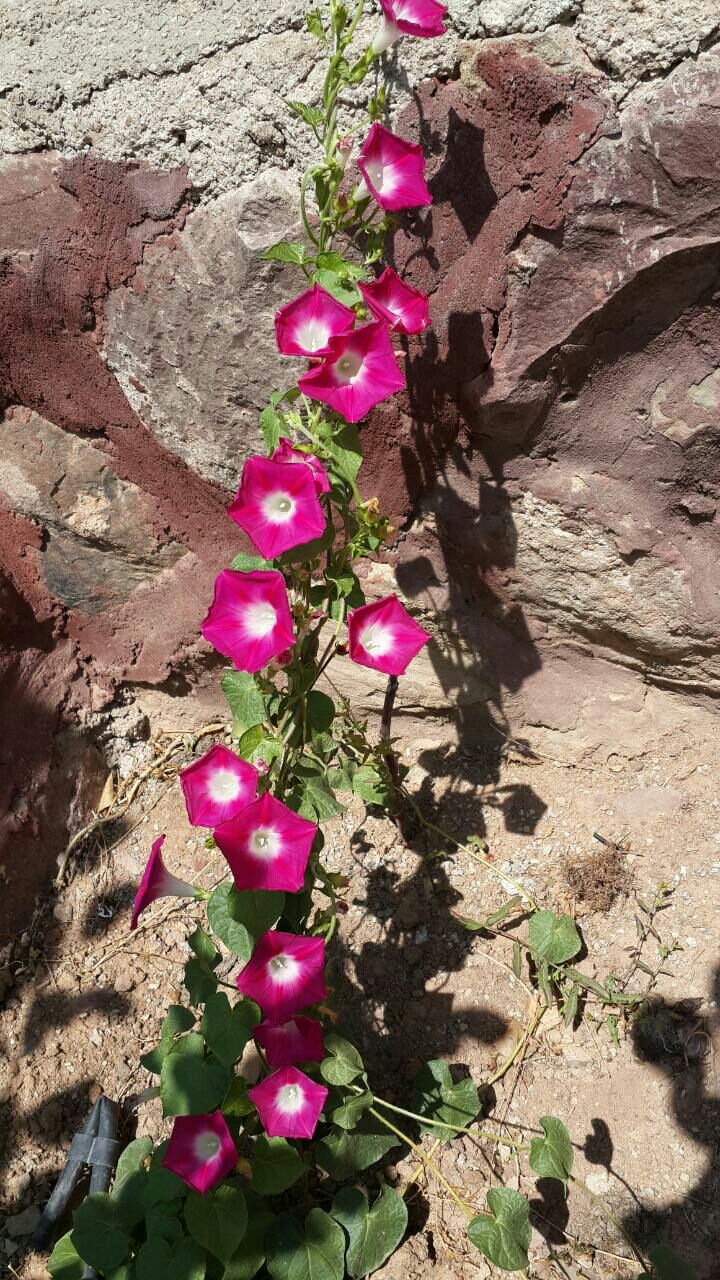
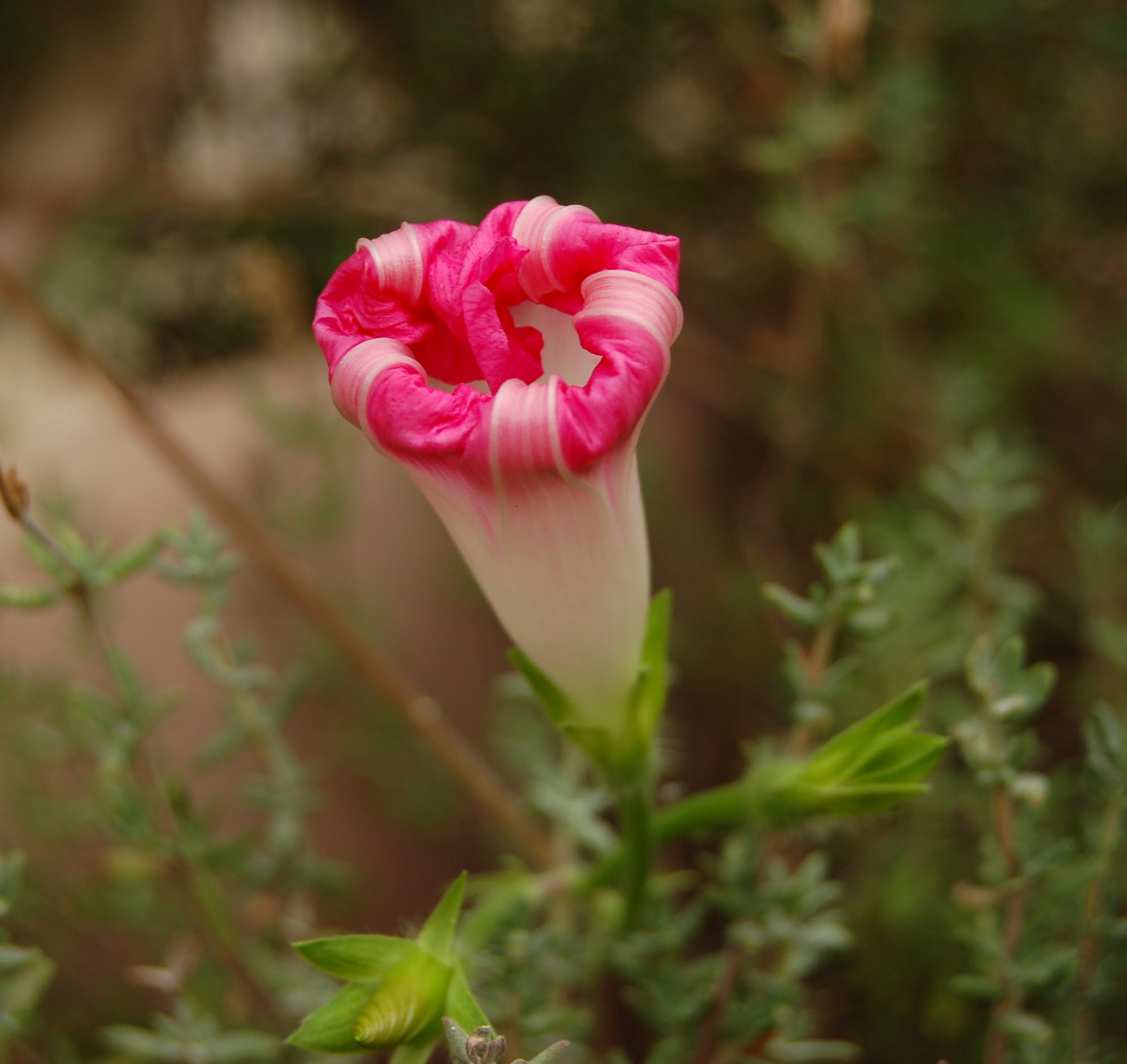
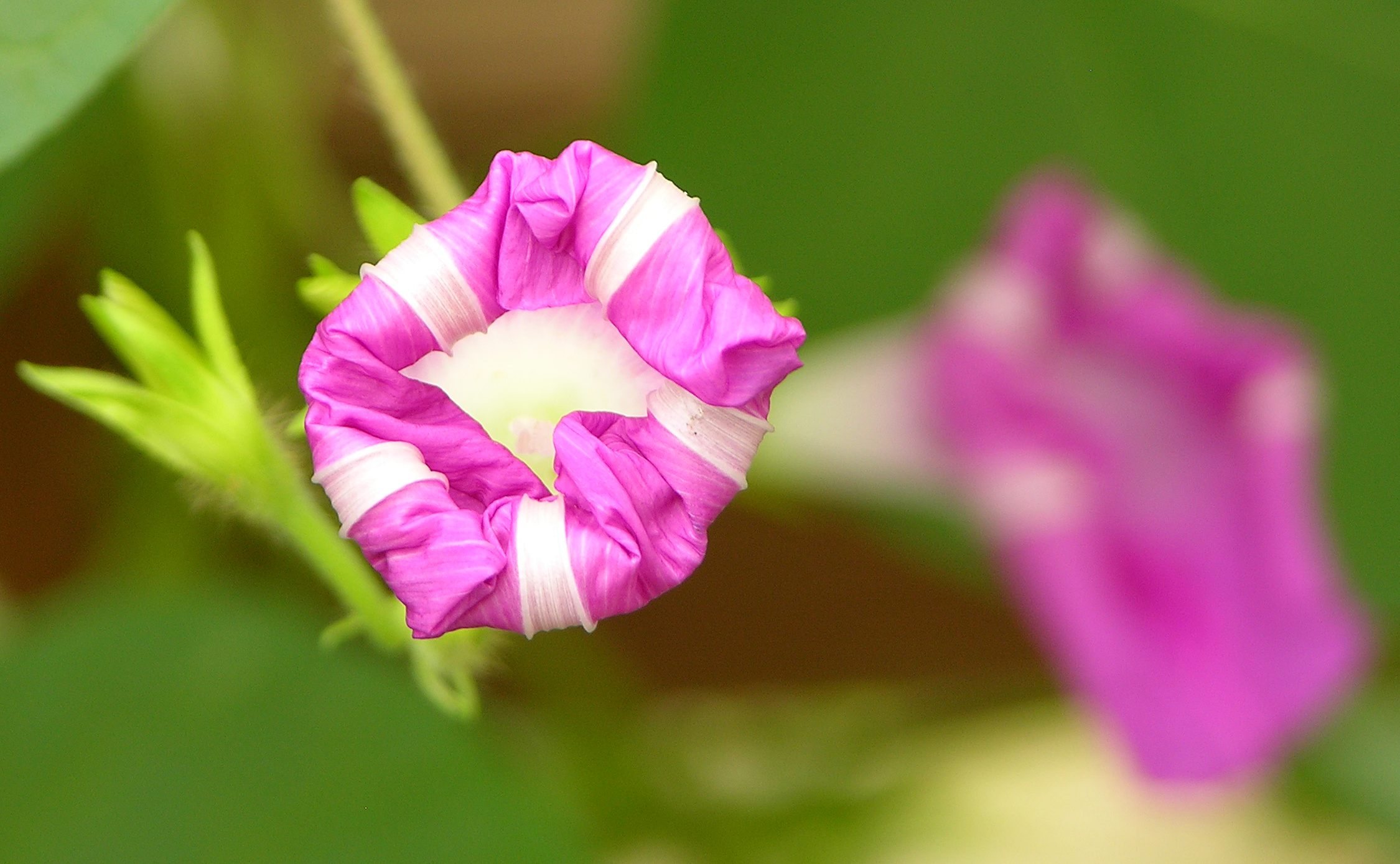
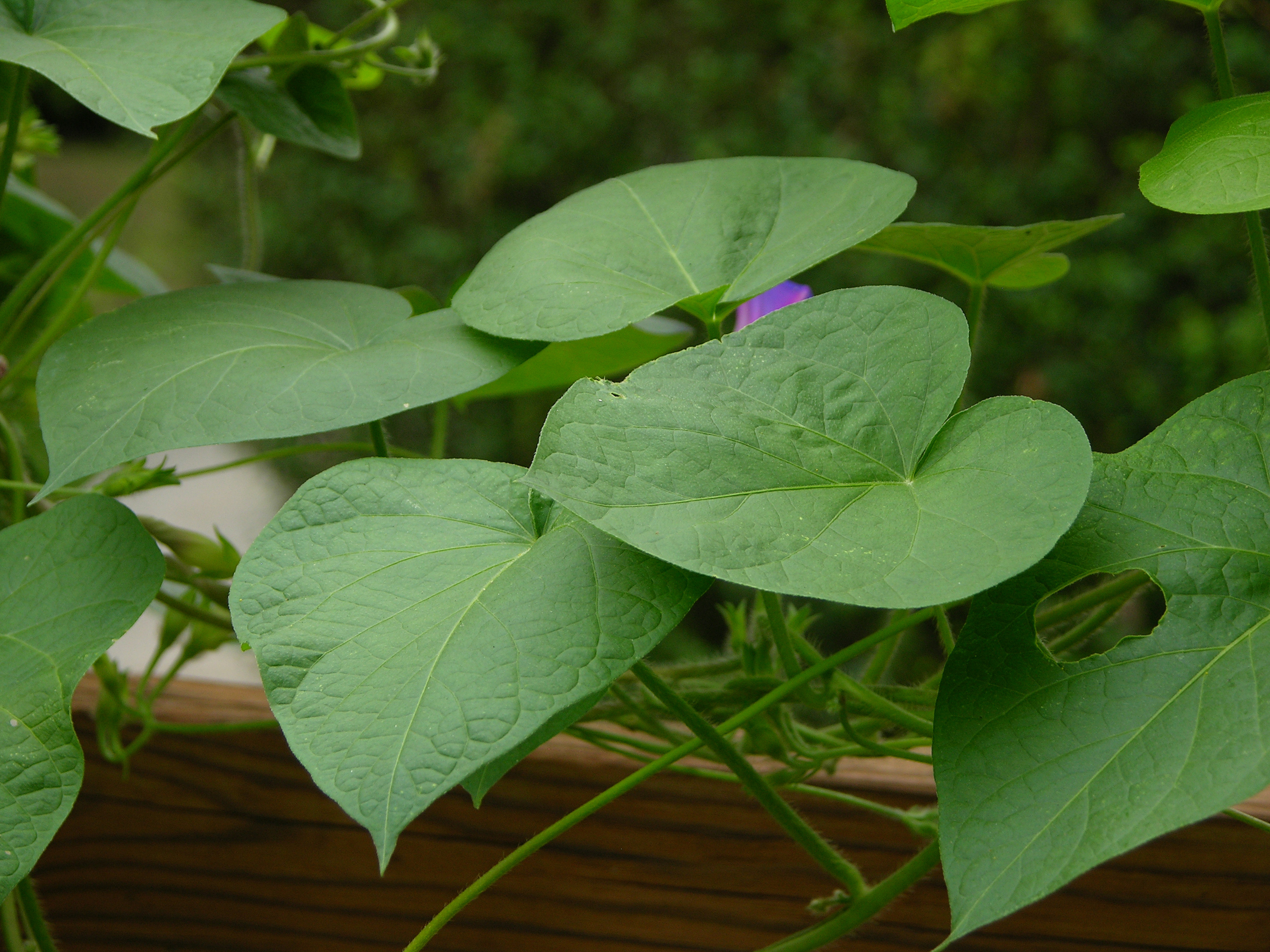
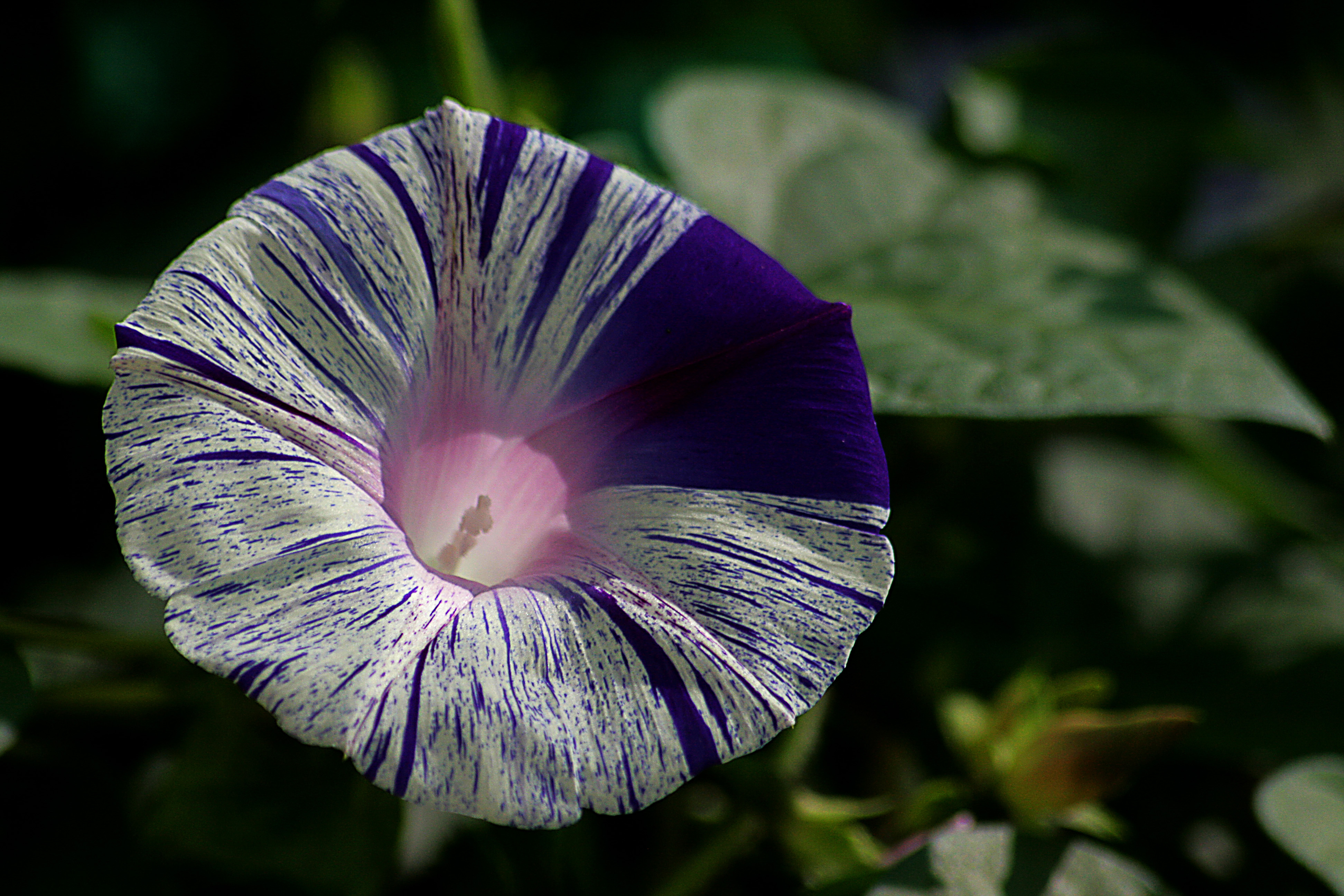
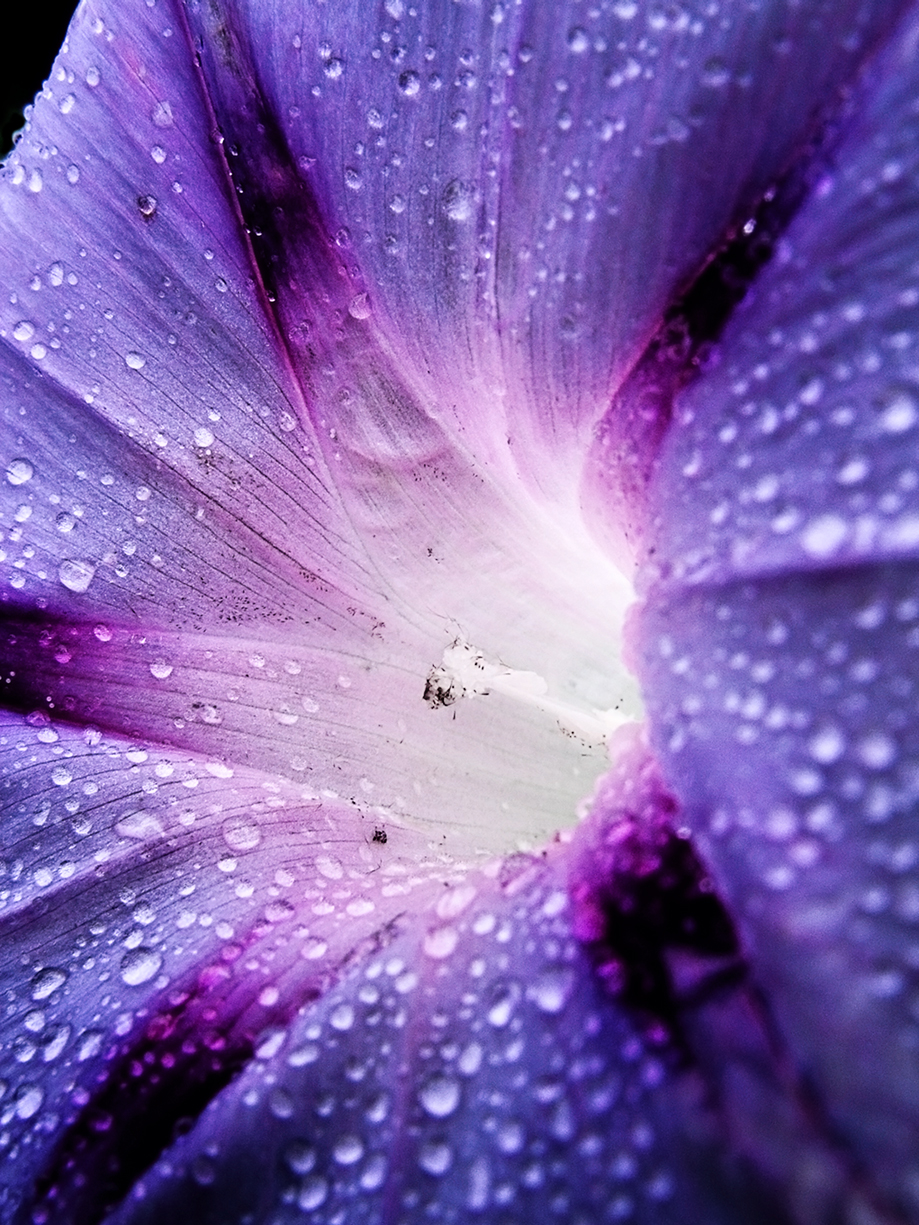
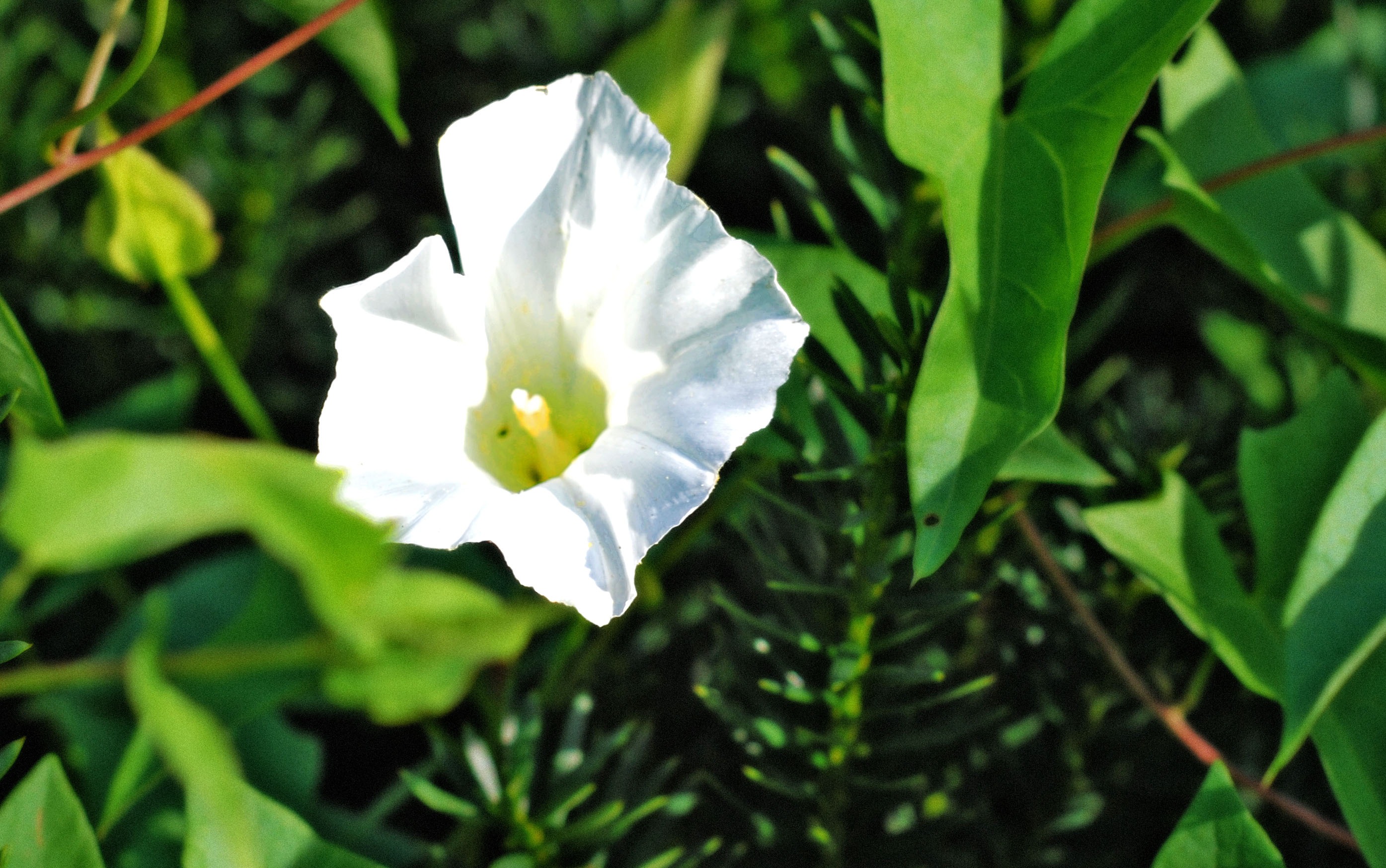
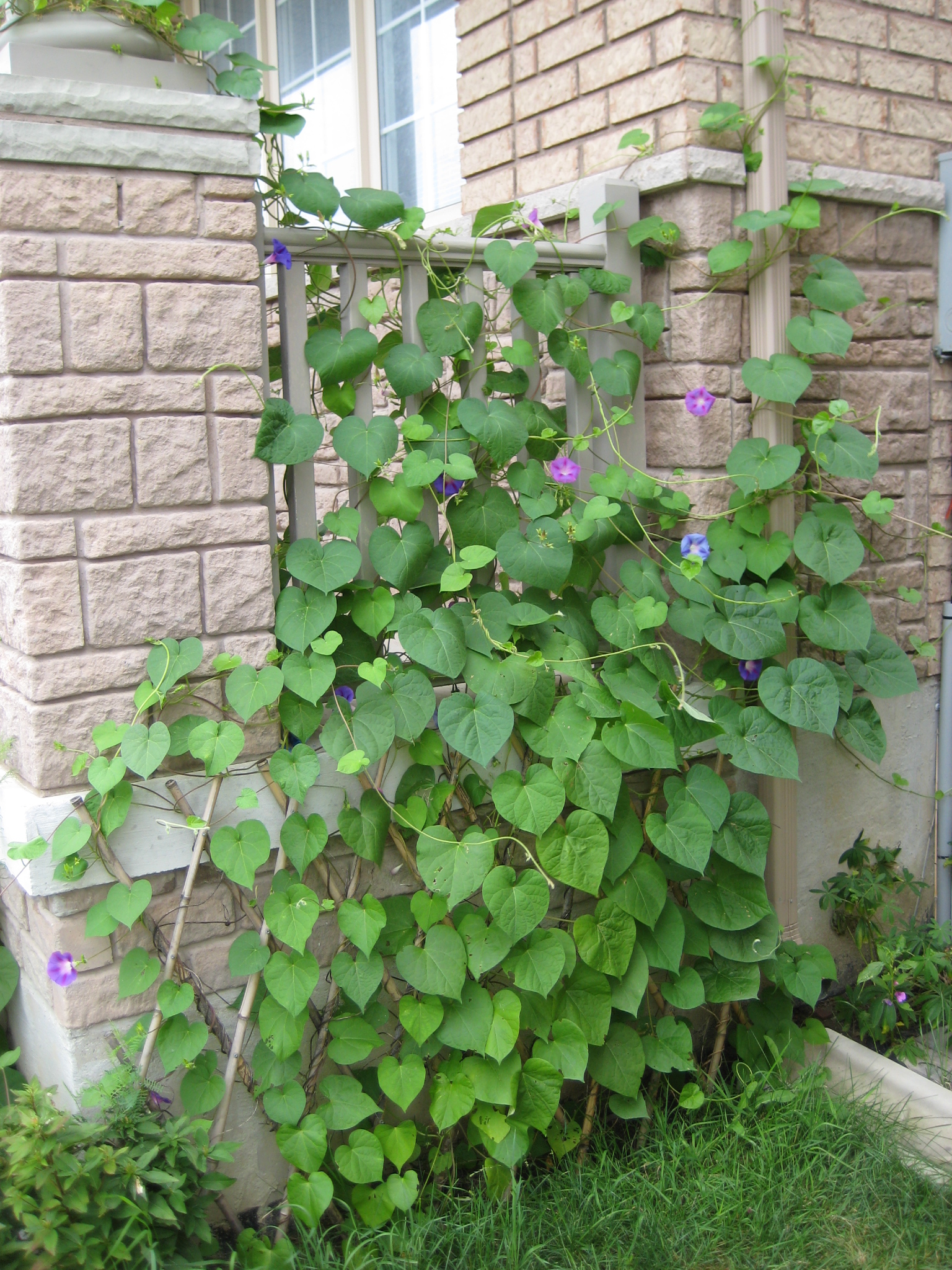